# Michel Jobert

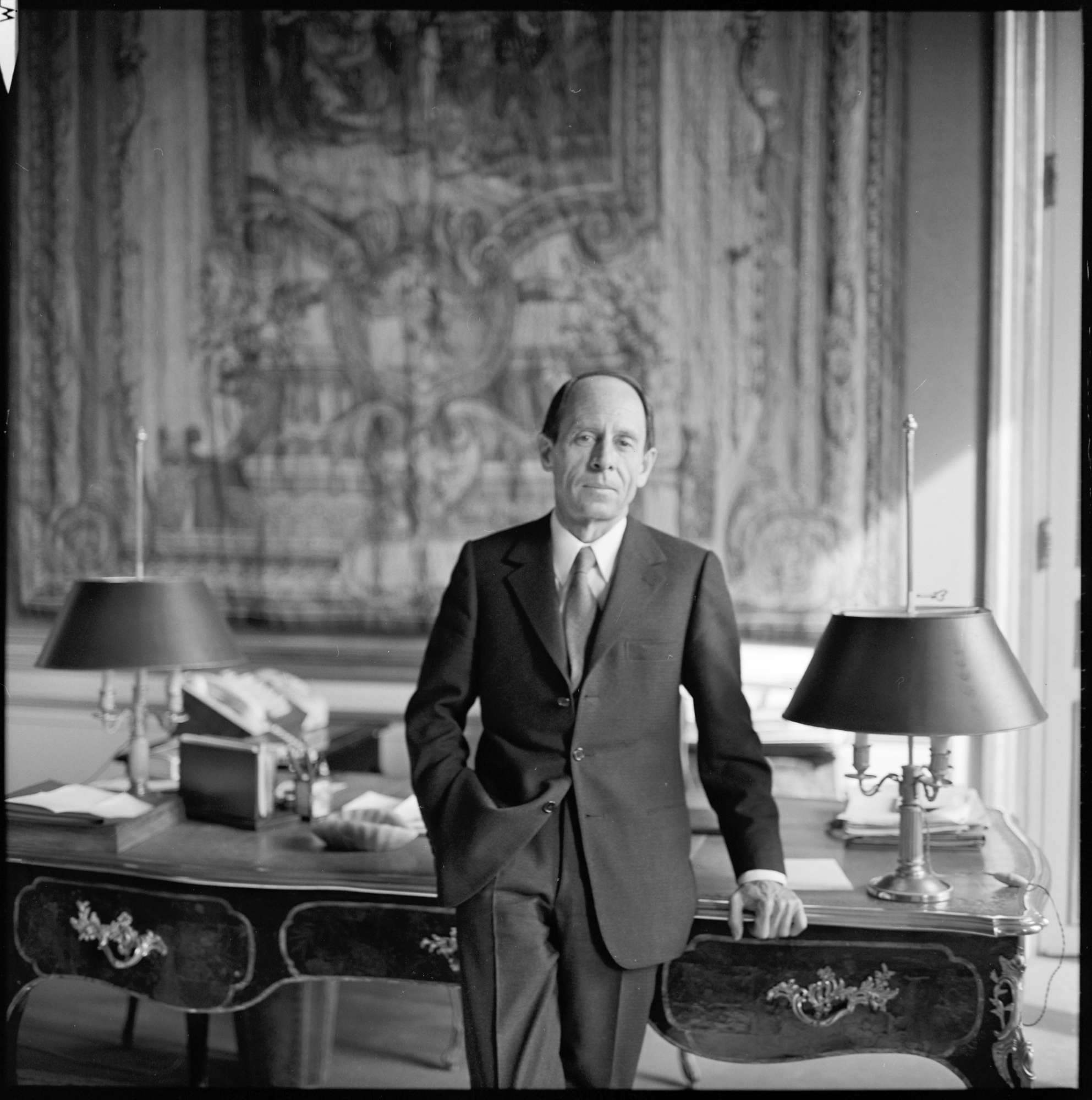
Jobert in einem Foto des Nationalarchives zur Präsidentschaft von Georges Pompidou (1969–1974).

Michel Jobert (* 11. September 1921 in Meknès, Marokko; † 25. Mai 2002 in Paris) war ein französischer Politiker. Er war von 1973 bis 1974 Außenminister und von 1981 bis 1983 Minister für Außenhandel.

## Leben
Jobert wuchs als Sohn eines Agraringenieurs im damaligen französischen Protektorat Marokko auf. Er zog 1939 zum Studium nach Paris und schloss 1941 mit dem Diplom der École libre des sciences politiques (Sciences Po) ab. Auf Seiten der Forces françaises libres nahm er als Soldat auf den Kriegsschauplätzen in Nordafrika und Italien am Zweiten Weltkrieg teil. Sein Regiment wurde zweimal fälschlicherweise von den Amerikanern bombardiert, wobei er fast sein Leben verlor.
Nach Kriegsende studierte er 1947–1948 an der neugegründeten École nationale d’administration (ENA) und wurde 1949 als Beamter beim französischen Rechnungshof (Cour des Comptes) in den Staatsdienst übernommen. Er arbeitete während der Vierten und frühen Fünften Republik in den Leitungsstäben verschiedener Minister und ab 1963 im Büro des Premierministers Georges Pompidou, das er ab 1966 als directeur de cabinet leitete. Nach Pompidous Wahl zum Staatspräsidenten diente Jobert in den Jahren 1969 bis 1973 als Generalsekretär (leitender Beamter) des Élysée-Palastes.
Vom 4. April 1973 bis zum 28. Mai 1974 war Jobert Außenminister der Fünften Französischen Republik unter Premierminister Pierre Messmer. Beim Wahlkampf 1974 unterstützte er Jacques Chaban-Delmas, doch nach dem Wahlsieg Valéry Giscard d’Estaings gründete Jobert 1975 eine eigene politische Bewegung, das Mouvement des démocrates. 1981 unterstützte er dann im Präsidentschaftswahlkampf François Mitterrand und wurde anschließend Außenhandelsminister mit dem Titel eines Ministre d’État im Kabinett Mauroy. Von diesem Amt trat er im März 1983 zurück.

## Werke
- Mémoires d’avenir, 1974
- Les Idées simples de la vie, 1975.
- L’Autre Regard, 1976
- Lettre ouverte aux femmes politiques, 1976
- Parler aux Français, 1977
- La Vie d’Hella Schuster, 1977
- Maroc, Extrême Maghreb du soleil couchant, 1978
- La Rivière aux grenades, 1982
- Chroniques du Midi libre, 1982
- Par trente-six chemins (je n’irai pas…), 1984
- Vive l'Europe libre !, 1984
- Maghreb, à l’ombre de ses mains, 1985
- Les Américains, 1987
- Journal immédiat… et pour une petite éternité, 1987
- Vandales, 1990
- Journal du Golfe: août 1990-août 1991, 1991
- Ni dieu ni diable. Conversations avec Jean-Louis Remilleux, Albin Michel, 1993
- L’Aveuglement du monde occidental. Chroniques de politique internationale 1993–1996, 1997
- Les illusions immobiles: chroniques de politique internationale 1996–1998, 1999

| Personendaten    | Personendaten           |
| ---------------- | ----------------------- |
| NAME             | Jobert, Michel          |
| KURZBESCHREIBUNG | französischer Politiker |
| GEBURTSDATUM     | 11. September 1921      |
| GEBURTSORT       | Meknès, Marokko         |
| STERBEDATUM      | 25. Mai 2002            |
| STERBEORT        | Paris, Frankreich       |